# Албарн, Деймон
Дэ́ймон А́лбарн (англ. Damon Albarn [ˈdeɪmən ˈɔːlbɑrn]; 23 марта 1968) — британский музыкант, известный как фронтмен группы Blur, а также как основатель и один из основных участников проектов Gorillaz и The Good, the Bad and the Queen.

## Ранние годы
Албарн родился в Лейтонстоуне (Восточный Лондон), в богемной семье. Мать Деймона, Хэзел Албарн, родом из графства Линкольн. Она работала декоратором сцены в лондонском театре Royal Stratford East. Отец — Кит Албарн, родился в графстве Ноттингем. Он занимался дизайном мебели. Родители Дэймона увлекались культурой хиппи. Это творческое семейство дружило с представителями лондонского психоделического андеграунда 60-х, в том числе — с музыкантами из группы Soft Machine. Кит Албарн в 60-х даже был тур-менеджером группы Soft Machine.
В школе Деймон учился игре на гитаре, пианино и скрипке. Когда ему исполнилось десять лет, семья переехала в Колчестер, гр-во Эссекс. Так Албарн стал учеником общеобразовательной школы Стэнвэй, где и познакомился с будущим гитаристом Blur Грэмом Коксоном.
Когда ему было 15 лет, одна из его композиций завоевала награду британского конкурса «Young Composer of the Year». Позже Дэймон заявил, что классическая музыка Курта Вайля оказала на его музыкальное развитие больше влияния, чем творчество любого поп-музыканта.
Вместе с Коксоном они играли в самодеятельной музыкальной группе The Aftermath. Потом была группа Real Lives, где Дэймон пел и играл на фортепиано. Они даже дали несколько выступлений в местных пабах и клубах, но успеха не добились.
Окончив школу, Албарн вернулся в Лондон для поступления в театральное училище «East 15». После года обучения он счел себя «ужасным» актёром (хотя позже, в 1997 году, сыграл второстепенную роль в фильме «Авторитет») и занялся сочинением и исполнением музыки. Некоторые из песен, написанных им в этот период, позже попали в репертуар Blur, например «Birthday» с дебютного альбома Leisure.

## Blur
В 1988 году Албарн поступил в университет Голдсмит в Нью-Кроссе (Лондон), где учился и Коксон. Вместе с бас-гитаристом Алексом Джеймсом и барабанщиком Дэйвом Раунтри они создали группу Seymour (по имени Сеймура Гласса, персонажа книги Сэлинджэра). Вскоре они подписали контракт с Food Records и сменили название на Blur.
Blur добились коммерческого успеха и одобрения критиков к концу 1994 года с выходом альбома Parklife, и Албарн стал одной из главных звёзд музыкального движения брит-поп. Успех был хорошо подогрет разрекламированной враждой с брит-поп-группой Oasis. Своеобразие и большая популярность этих коллективов сподвигли британские массмедиа развязать состязание между группами, что вылилось в череду взаимных оскорблений. Кульминацией соперничества стала так называемая «Битва брит-попа», вызвавшая необычайный ажиотаж в прессе: Blur отсрочили дату выхода сингла «Country House», чтобы тот совпал с выходом сингла Oasis «Roll With It». В итоге композиция заняла первое место в чартах, а сингл «Country House» продался большим тиражом, нежели «Roll With It» Oasis; впрочем, впоследствии альбом Oasis (What’s the Story) Morning Glory? выступил в чартах лучше альбома Blur The Great Escape. По словам Ноэла Галлахера, соперничество было выдумано журналом NME и окружением Blur. Как бы там ни было, Албарн заявлял, что корни вражды были намного более личными. В настоящее время он с большой неохотой говорит о тех событиях.
К 2023 году Blur выпустили девять альбомов. Пять из них последовательно возглавляли хит-парад Великобритании, и все восемь попали в Top 15.

## Gorillaz
В 1998 году Албарн в сотрудничестве с художником Джейми Хьюлеттом, автором знаменитого комикса Tank Girl, создал виртуальную группу Gorillaz, состоящую из четырёх нарисованных персонажей. К настоящему моменту группа выпустила уже восемь студийных альбомов, а именно Gorillaz, Demon Days, Plastic Beach, The Fall, Humanz, The Now Now, Song Machine, Season One: Strange Timez, Cracker Island. Свой вклад в проект внесли продюсеры Дэн Автоматор и Дэнджер Маус, а также такие исполнители как Михо Хатори, Свити Айри, Дэ Ла Соул, Бути Браун, МФ Дум, Рэдмен, Тина Уэймут, Рутс Манува, Нене Черри, Рози Уилсон, группа D12, Мартина Топли-Бёрд, Дэннис Хоппер, Айк Тёрнер, Шон Райдер, Дэл Да Фанки Хомосапиен, Снуп Догг, Саймон Тонг и многие другие. Последний также заменял на концертах гитариста Грэма Коксона, покинувшего Blur в 2003 году, и в настоящее время является участником проекта Деймона Албарна The Good, the Bad and the Queen.

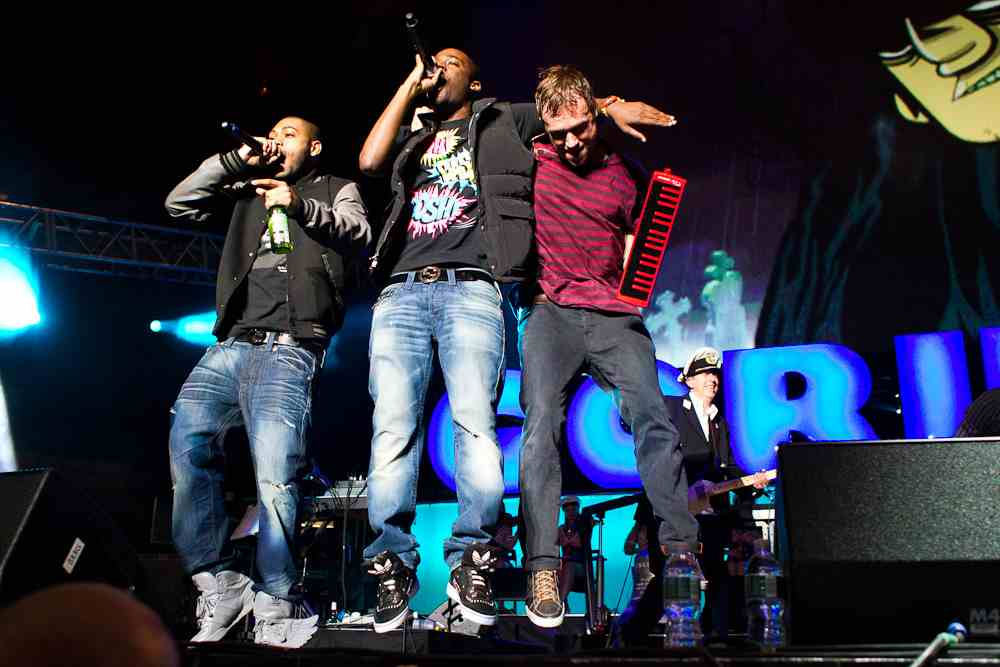
Kano, Bashy и Дэймон Албарн в Мэдисон-сквер-гарден.

Gorillaz и Demon Days имели большой успех в Великобритании и в Соединённых Штатах, а синглы «Clint Eastwood», «Feel Good Inc.», «19-2000», «DARE» стали всемирными хитами, во многом превзойдя успех Blur.
В 2010 году вышел очередной альбом, Plastic Beach, занявший вторые строчки хит-парадов в Великобритании и США. Тогда же Gorillaz выпустили альбом под названием The Fall, который был полностью записан с помощью Apple iPad.
28 апреля 2017 вышел первый за семь лет альбом Humanz. По словам Деймона, при его написании делался большой упор на политику, а именно на инаугурацию Дональда Трампа — президента США.

## Сольная карьера
В 2002 году Албарн выпустил альбом Mali Music, созданный на основе материала, собранного в 2000 году в Мали во время поездки в поддержку Оксфэм (Oxfam). Также Деймон посетил Нигерию, чтобы поработать с африканским барабанщиком Тони Алленом.
Годом позже Деймон выпустил альбом Democrazy, коллекцию демозаписей, сделанных в отелях во время американского турне Blur в поддержку альбома Think Tank.
Албарн принимал участие и во множестве других проектов. Его песня «Closet Romantic» попала в саундтрек фильма «На игле», наряду с ранней песней Blur «Sing». На выпущенном в 2004 году альбоме Fatboy Slim Palookaville Албарн исполнил вокальную партию в песне «Put It Back Together». Ему принадлежит «голос за кадром» в «Intro» и бэк-вокал в песне «Time Keeps On Slipping» из концептуального рэп-альбома Deltron 3030, а также на треке «Lovage (Love That Lovage, Baby)» с альбома Lovage Music to Make Love to Your Old Lady By. Оба альбома были спродюсированы Дэном Автоматором, работавшим над дебютным альбомом Gorillaz.
В 1999 году Албарн в сотрудничестве с Майклом Найманом написал музыку для фильма «Людоед», а год спустя сочинил большую часть саундтрека криминальной комедии «Обыкновенный преступник».
В октябре 2007 года британский журнал Q отпраздновал свой 21-й день рождения специальным выпуском «21 музыкант, изменивший музыку», восемь страниц которого были посвящены Деймону Албарну за работу в Blur, Gorillaz и The Good, the Bad and the Queen.
Новый студийный альбом Everyday Robots Деймон Албарн выпустил 28 апреля 2014 года. Албарн охарактеризовал новый альбом как фолк-соул-проект. Главный сингл «Everyday Robots» был выпущен 3 марта.
Для фантастического фильма Люка Бессона «Люси» Деймон Албарн записал песню «Sister Rust», которая стала главной темой фильма.
В 2015 году Албарн был номинирован на премию BRIT Awards в категории «Лучший британский исполнитель».
В 2021 году выходит второй сольный альбом The Nearer the Fountain, More Pure the Stream Flows. Альбом собирает положительные отзывы критиков, но более сдержанные оценки слушателей в сравнении с Everyday Robots.

## The Good, the Bad and the Queen

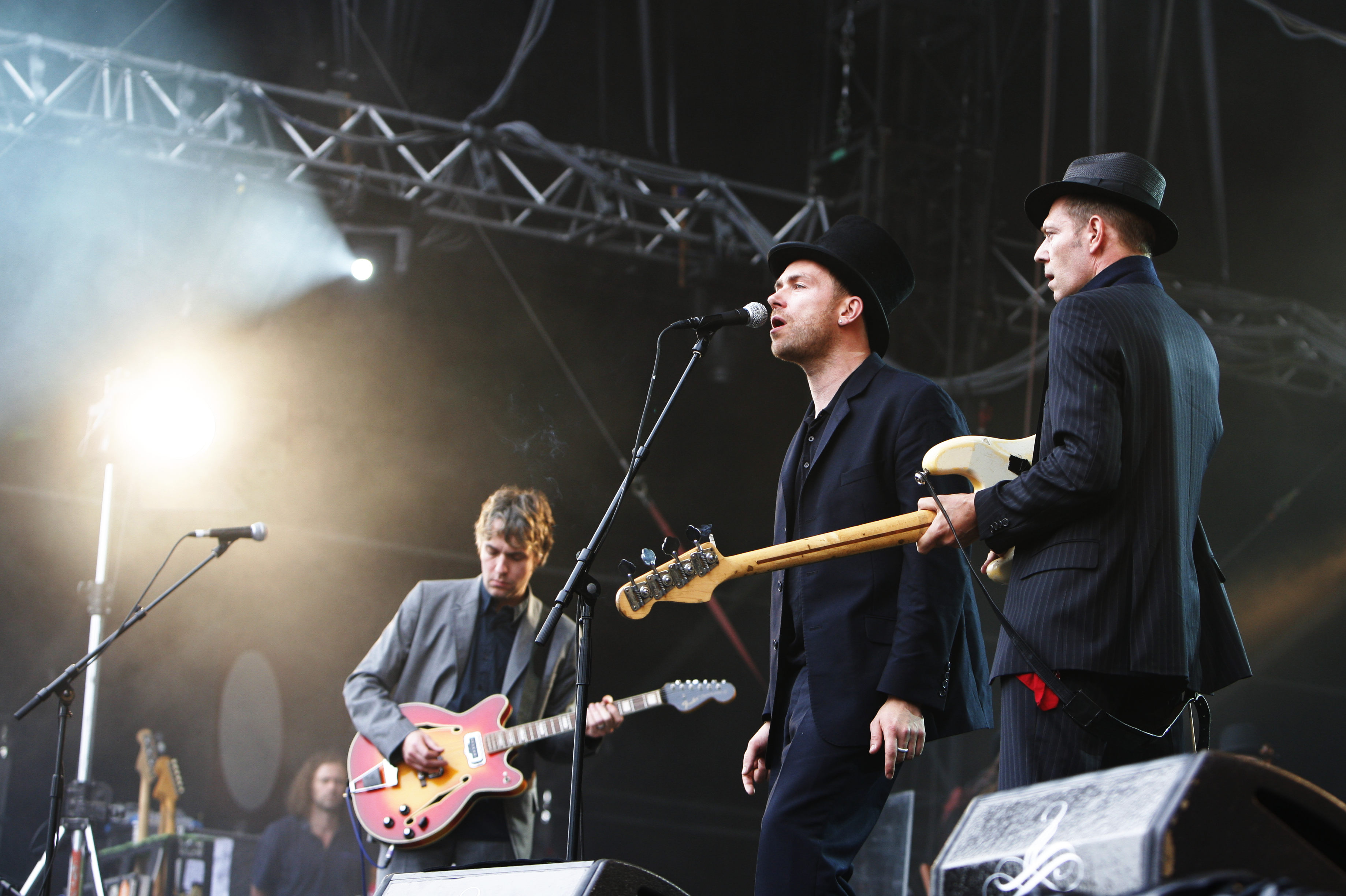
Деймон Албарн в составе The Good, the Bad and the Queen в 2007 году

В мае 2006 года журнал NME сообщил, что Албарн работает с Дэнджер Маусом над своим первым сольным альбомом с рабочим названием The Good, the Bad and the Queen. Уже в июле NME написал, что эти планы переросли в создание новой группы с названием The Good, the Bad and the Queen. Эта информация была опровергнута за неточностью, так как Албарн и остальные члены группы утверждали, что The Good, the Bad and the Queen — это название альбома, но не самой группы (которая останется без названия).
Состав группы, помимо Албарна, включает в себя басиста The Clash Пола Симонона, бывшего гитариста The Verve/Gorillaz Саймона Тонга и барабанщика группы Фелы Кути Africa 70 Тони Аллена.
Первый сингл этого состава, «Herculean», был выпущен в конце октября 2006 года и достиг 22-го места в хит-параде синглов Великобритании. Второй сингл, «Kingdom of Doom», и дебютный альбом группы вышли в январе 2007 года. Этот сингл незначительно преуспел в сравнении с «Herculean», достигнув 20 места, в то время как альбом добрался до 2-го в хит-параде альбомов Великобритании и стал золотым в первую неделю с момента релиза. «Green Fields», третий сингл альбома, был выпущен в апреле, не попав в Top 50 хит-парада.
Группа получила награду в номинации «Лучший альбом» на церемонии журнала Mojo 18 июня 2007 года.

## Monkey: Journey To The West
В первой крупной совместной работе после Gorillaz Деймон Албарн и Джейми Хьюлетт в тандеме с хорошо известным китайским театральным и оперным режиссёром Шичжэн Чэнь адаптировали для сцены старинную китайскую легенду «Путешествие на Запад». Опера «Обезьяна: Путешествие на запад» открыла Манчестерский международный фестиваль (Manchester International Festival) 28 июня 2007 года в театре эстрады и музыкальной комедии (Palace Theatre) в Манчестере. Албарн написал музыкальное сопровождение для постановки, а Хьюлетт отвечал за костюмы и декорации.
Опера имела успех как у критиков, так и у зрителей, а 18 августа 2008 года в свет вышел альбом Journey to the West в исполнении Албарна и Китайского ансамбля Соединенного Королевства (UK Chinese Ensemble). Он дебютировал на пятом месте британского хит-парада альбомов и возглавил чарт независимой музыки (UK Indie Chart). Выпуск диска в США назначен на 23 сентября.

## Doctor Dee
В сотрудничестве с театральным режиссёром Руфусом Норрисом Албарн создал оперу для Манчестерского Международного фестиваля, основанную на истории жизни английского учёного, алхимика Джона Ди (John Dee), под названием Doctor Dee.

## Kinshasa One Two
Альбом конголезской музыки был записан всего за несколько дней в июле 2011 года в Демократической Республике Конго. В работе над Kinshasa One Two участвовали Dan the Automator, Marc Antoine, TEED и Kwes, а также другие музыканты.

## Личная жизнь
У Албарна были серьёзные длительные отношения с солисткой группы Elastica Джастин Фришманн. Разлад в их отношениях глубоко повлиял на работу Деймона в Blur в конце 90-х. 13, шестой альбом Blur, включает в себя множество намеков на разрыв их отношений. Сейчас Деймон живёт в Лондоне с художницей Сьюзи Уинстэнли и их дочерью Мисси, рождённой в 1999 году. Албарн и Фришманн по-прежнему хорошие друзья. В 2023 году Уинстэнли и Албарн разошлись.
Албарн открыто высказывает свои антивоенные убеждения, разделяя позицию многих членов своей семьи, включая деда Эдварда Албарна, умершего в результате голодовки протеста в 2002 году. Деймон критиковал военные конфликты США в Ираке и в Афганистане. В ноябре 2001 года во время вручения Gorillaz наград MTV Europe Music Awards в Франкфурте он в футболке с символом Кампании за ядерное разоружение со сцены осудил бомбардировки «одной из беднейших стран мира» (Афганистана). В 2002 году он и Роберт Дель Найя из Massive Attack вместе с коалицией Stop the War в преддверии вторжения в Ирак заняли целую рекламную страницу в NME, выступая против войны с цитатами Тони Бенна и Рэмси Кларка. Годом позже Албарн записал бэк-вокал для песни Massive Attack «Small Time Shot Away».
В 2005 году Албарн, помимо прочих, подверг критике лондонский концерт Live 8 за то, что там было представлено мало чернокожих артистов; в результате в программу были включены Мисс Динамит, Снуп Догг и Юссу Н’Дур. Сам Албарн отказался выступать на концерте, считая, что мотивацией всего мероприятия является прибыль, а не благотворительность.
В 90-х он некоторое время жил в столице Исландии, Рейкьявике, и даже стал совладельцем кафе-бара «Kaffibarinn». Также у него есть дом в пригороде Рейкьявика. А в 2000 году Албарн вместе с экс-участником исландской группы The Sugarcubes Эйнаром Орном Бенедиктссоном (Einar Orn Benedictsson) записали саундтрек к исландскому фильму «101 Рейкьявик».
Албарн — поклонник рок-группы The Kinks, оказавшей большое влияние на Blur. В середине 90-х он спел вместе с Рэем Дэвисом знаменитую песню The Kinks «Waterloo Sunset».
Деймон Албарн является вегетарианцем.
Также он является болельщиком английского футбольного клуба «Челси».

## Мелочи
Албарн несколько раз использовал анаграммы своего имени — Dan Abnormal и Norman Balda; первую можно увидеть в заглавии песни Blur на альбоме 1995 года The Great Escape, на одноимённом альбоме группы Elastica (в буклете, где перечисляется список участников, выражается благодарность «Dan Abnormal за отличные клавишные на треках 4, 8 и 11») и в клипе на песню «M.O.R.».

## Сольная карьера
Сольные записи
- EP Democrazy (2003)
- Everyday Robots (2014)
- The Nearer the Fountain, More Pure the Stream Flows (2021)

Студийные записи при сотрудничестве с африканскими музыкантами
- Mali Music (2002) (при участии Afel Bocoum, Toumani Diabaté & Friends) #81 (UK)
- Music Is Your Radar (2009) (при участии музыкантов лейбла Албарна Honest Jon’s)
- Kinshasa One Two (2011) (при участии DRC Music)
- Maison Des Jeunes (2013) (при участии Africa Express)

The Good, the Bad and the Queen
- The Good, the Bad and the Queen (2007) (при участии Тони Аллена, Пола Симонона и Саймона Тонга) #2 (UK)

Rocket Juice and The Moon
- Rocket Juice & the Moon (2012) (при участии Фли и Тони Аллена)

Оперы
- Monkey: Journey to the West (2008) #5 (UK)
- Dr Dee: An English Opera (2012)

Саундтреки
- Ravenous (1999) (with Michael Nyman)
- Ordinary Decent Criminal (2000)
- 101 Reykjavík (2002) (with Einar Örn Benediktsson)
- The Boy in the Oak (2011)

## Актёрская карьера
- Албарн снялся в фильме Антонии Берд «Лицо» (The Face), где также снимались Рэй Уинстон и Роберт Карлайл.
- Албарн принимал участие вместе с Бьорк в озвучивании мультфильма Гуннара Карлссона «Анна-монстр» 2007 года.
- Также Албарн сыграл Быка в постановке Джо Ортона «Up Against It», спектакле Радио 4.